# Pierre Gervais
Pierre Gervais va ser un regatista francès, que va competir a cavall del segle xix i el segle xx. El 1900 va prendre part en els Jocs Olímpics de París, on guanyà dues medalles del programa de vela, la d'or en la primera cursa de la categoria de 0 a ½ tona i la de bronze en la segona cursa de la mateixa categoria. També disputà la prova de classe oberta, que abandonà.